# Gogol (cráter)
Gogol es un cráter de impacto de 79 km de diámetro del planeta Mercurio. Debe su nombre al dramaturgo ruso Nikolái Gógol (1809-1852), y su nombre fue aprobado por la  Unión Astronómica Internacional en 1985.